# Советское (Чувашия)
Сове́тское (чув. Советски) — село в Ядринском районе Чувашии, административный центр Советского сельского поселения.

## География
Расположенное в 27 км от Ядрина, в 80 км от Чебоксар по автомобильной дороге, рядом с рекой Ербаш, притоком Вылы.

## История
В 1939 г. образован новый Советский район с центром в селе Шуматово, которое тем же постановлением переименовано в Советское.

## Население
| 2010 | 2012 |
| ---- | ---- |
| 413  | ↗482 |

## Известные уроженцы
- Магницкий, Константин Константинович — российский военный деятель, врач. Полковник Императорской армии.